# Xestia vidua
Xestia vidua là một loài bướm đêm trong họ Noctuidae.